# Hackerville (Fernsehserie)
Hackerville ist eine in Rumänien und Deutschland für die Sender TNT Serie und HBO Europe produzierte Fernsehserie. Hinter der Serie steht unter anderem Jörg Winger, welcher schon Deutschland 83 verantwortete. Die Serie wurde mit dem Grimme-Preis 2019 ausgezeichnet.

## Inhalt
Eine deutsche Großbank in Frankfurt am Main wird Opfer eines Hackerangriffs, bei dem die Festplatten gezielt überhitzt werden, und den BKA-Ermittler bis nach Rumänien zurückverfolgen. Um vor Ort bei der Suche nach den Verantwortlichen zu helfen, entsendet das BKA seine Ermittlerin Lisa Metz in die rumänische Stadt Timișoara, in der sie einst aufgewachsen ist. Wegen des neuerlichen Hacks führen die rumänischen Ermittler eine Razzia in einer Wohnung durch, die von einer Gruppe Hacker um Dragos Matei benutzt wird und von dem rumänischen Ermittler Adam Sandor schon seit längerem observiert wurde. Vor ihrer Verhaftung bringt die Gruppe den Großteil der bei ihren Hacks erbeuteten 500.000 Euro Bargeld vor der Polizei in Sicherheit, danach werden sie wegen mangelnder Beweise wieder freigelassen. Lisa und Adam observieren Dragos, wie er das Geld Cezar Iacob gibt, der als Anführer der Hackerbande fungiert und das Geld für die Ersteigerung eines Hauses einsetzt. Wenig später brennt das Haus infolge Brandstiftung völlig aus.
Als Lisa erkennt, dass Dragos’ jüngerer 14-jähriger Bruder Cipi bei dem Hack eine wesentliche Rolle gespielt haben muss, widersetzt sie sich der Anordnung, nach Deutschland zurückzukehren, und beginnt, Cipis Vertrauen zu gewinnen, um seine Rolle näher zu untersuchen. Ohne zu wissen, dass Lisa Polizistin ist, lädt Cipi sie in ein Internetcafé ein, das er mit der Gruppe für Cyberangriffe nutzt, und spielt mit ihr ein Onlinespiel, das auch das Steuern von städtischen Ampelanlagen beinhaltet. Zu spät erkennt Lisa, dass es sich um die realen Ampeln der Stadt handelt und dass ihr Spiel in Timișoara zahlreiche Verkehrsunfälle verursacht hat. Als Cipi bemerkt, dass Lisa Polizistin ist, wendet er sich enttäuscht von ihr ab.
Unterdessen kommt Dragos als Straßenmusikant in Kontakt mit dem kriminellen Unternehmer Andrei Borisov, der sich als Musikproduzent vorstellt. Tatsächlich plant Andrei, Cipi für Hacks und Online-Diebstähle einzusetzen. Seine wahren Motive verschweigend, lädt er Dragos und Cipi zu einer Party in eine abgelegene Villa ein. Dort wird Cipi von Andrei dazu gezwungen, sich in eine Bank zu hacken und testweise einen geringen Geldbetrag zu stehlen. Insgeheim stiehlt Cipi jedoch auch wichtige Kundendaten. Sich in Gefahr wähnend, fliehen Dragos und Cipi aus dem Gebäude durch einen Wald. Während Cipi mit der Hilfe von Lisa und Adam die Flucht gelingt, wird Dragos von Andrei gefangen genommen.
Lisa und Adam verstecken sich mit Cipi zunächst in einem ehemaligen Krankenhaus, später in Lisas heruntergekommenem ehemaligem Wohnhaus. Indes ist Lisas Vater Walter aus Deutschland angereist, um seine Tochter zurückzuholen. Befreundet mit Adams Vorgesetztem, dem Kommissar Valentin Pogonaru, unterstützt er die Ermittlungen zum Ergreifen von Cipi, während eine polizeiliche Sondereinheit die Leitung der Fahndung übernommen hat. Durch das Erscheinen der Spezialkräfte an dem Haus gewarnt, flüchten Lisa, Adam und Cipi auf ein verlassenes Raffinieriegelände, wo sie Dragos’ Handy geortet haben. Dort finden Lisa und Adam Dragos erschossen auf, nehmen sein Handy mit und verraten Cipi nichts über Dragos’ Tod.
Andrei jagt Cipi, um die gestohlenen Kundendaten zurückzuerlangen, und die Polizei jagt Cipi als Verantwortlichen für die Hacks. Lisa möchte ihn vor den Jägern beschützen. Unterstützt von Adam und einem ehemaligen Profi-Hacker taucht sie mit Cipi in einem verlassenen Dorfhaus unter. In einem Gespräch über ihren Vater wird sich Lisa nun bewusst, dass ihr Vater während der Ceaușescu-Herrschaft wahrscheinlich Mitglied des Geheimdienstes Securitate gewesen war und er sie wohl belogen hat. Unterdessen bemerkt Cipi in Lisas Tasche das Handy von Dragos. Dadurch gelangt er an die Information, dass Dragos ermordet wurde, und flieht nach Hause in der Annahme, Lisa und Adam wären an der Aufklärung des Mordes desinteressiert. Dort jedoch erwartet und verhaftet ihn die Polizei. Auch Andrei erwartet ihn dort, wird aber von Walter aufgespürt. Valentin indes verfolgt Walter und verletzt ihn aus Rache für sein geheimdienstliches Wirken in der Vergangenheit mit einem Schuss, dadurch kann Andrei fliehen.
Um Cipi zu erhalten, entführt Andrei mit seinen Helfern die Tochter von Adam und versucht damit, von Adam einen Gefangenenaustausch binnen zwei Stunden zu erpressen. Auf Andreis Wunsch hin lässt Adam durch Cezar sämtliche Verkehrsüberwachungskameras lahmlegen. Unterdessen lässt sich Lisa durch die anderen Hacker beim Aufspüren des Ortes helfen, an dem Cipi wohl die gestohlenen Daten versteckt hat. Dazu spielen sie ein von Cipi favorisiertes Computerspiel, wobei sie seine Spielentscheidungen imitieren. So finden sie einen USB-Stick, den ihnen jedoch Andrei abzujagen versucht. Dabei können Adams Kollegen Andrei überwältigen und dingfest machen, Adams Tochter wird befreit. Bei den Daten auf dem Stick handelt es sich um streng geheime Szenarien für mögliche Staatsstreiche.
Schließlich befreien Lisa und Adam Cipi aus seiner Polizeigefangenschaft, um zu verhindern, dass Cipi auf Drängen der USA an das FBI ausgeliefert wird. In dem Zusammenhang finden sie heraus, dass Wolfgang, Lisas Vorgesetzter beim BKA, bzgl. Cipis Auslieferung mit Darius kooperiert, dem Eigentümer der von Cipi gestohlenen Daten und Auftraggeber von Andrei. Lisa und Adam verhelfen Cipi zu einer Tarnidentität, mit der er sich als vom BKA und den USA Gesuchter letztlich nach Odessa absetzt.

## Folgen
| Nr. | Originaltitel            | Erstausstrahlung D | Regie                 |
| --- | ------------------------ | ------------------ | --------------------- |
| 1   | Drei Neunen              | 4. Nov. 2018       | Igor Cobileanski      |
| 2   | Rot gewinnt              | 4. Nov. 2018       | Igor Cobileanski      |
| 3   | Der talentierte Mr. Cipi | 11. Nov. 2018      | Anca Miruna Lăzărescu |
| 4   | Divide et Impera         | 18. Nov. 2018      | Anca Miruna Lăzărescu |
| 5   | Offline                  | 25. Nov. 2018      | Igor Cobileanski      |
| 6   | Wollen wir spielen?      | 2. Dez. 2018       | Igor Cobileanski      |

## Besetzung und deutsche Synchronfassung
Die deutsche Synchronfassung erstellte die VSI Synchron in Berlin, Dialogregie führte Zoe Beck nach dem Dialogbuch von Sigrid Scheurer und Zoe Beck.
| Darsteller        | Rollenname        | Dt. Synchronsprecher | Rolle                                                |
| ----------------- | ----------------- | -------------------- | ---------------------------------------------------- |
| Anna Schumacher   | Lisa Metz         | Anna Schumacher      | Cyberkriminalistin beim BKA, Tochter von Walter Metz |
| Andi Vasluianu    | Adam Sandor       | Gerrit Hamann        | Rumänischer Ermittler                                |
| Voicu Dumitras    | Cipi Matei        | Derya Flechtner      | Hacker, jüngerer Bruder von Dragos Matei             |
| Calin Chirila     | Valentin Pogonaru | Bernd Vollbrecht     | Polizeikommissar                                     |
| Ada Lupu          | Nicoleta Danciu   | Daniela Molina       | Polizeibeamtin                                       |
| Vlad Brumaru      | Dragos Matei      | Kaze Uzumaki         | Älterer Bruder von Cipi Matei                        |
| Stefan Lupu       | Cezar Iacob       | Nils Nelleßen        | Chef der Hacker bzw. Scammer                         |
| Ovidiu Schumacher | Walter Metz       |                      | Vater von Lisa Metz                                  |
| Sabin Tambrea     | Andrei Borisov    | Sabin Tambrea        | Krimineller Unternehmer                              |

## Veröffentlichung
Die erste Staffel der Serie erschien am 29. März 2019 auf DVD und auf Blu-ray.

## Kritik
Der Film-Dienst bewertete die erste Staffel mit vier von fünf möglichen Sternen und beurteilte sie als sehenswert sowie als „Spannende, facettenreiche, […] Serie […], die von vielschichtig gezeichneten Figuren und einem ungewöhnlichen Schauplatz lebt.“
In der FAZ lobte Anna-Lena Niemann die Serie als „stimmig“ und „gut erzählter Cyberthriller“.
Für den Deutschlandfunk sieht Julian Ignatowitsch in der Serie „eine typisch deutsche Produktion mit thematischem Potenzial, aber ohne Überraschungen und Tiefe“ und kritisiert insbesondere „die in Tatort-Manier eingeflochtenen Neben-Storys“, „hölzernen Dialoge“, die „nicht gelungene deutsche[...] Synchronfassung“ und die „deutsch-rumänischen Klischees“ der Serie.